# Mike Doyle (Fußballspieler)
Michael „Mike“ Doyle (* 25. November 1946 in Manchester; † 27. Juni 2011 in Ashton-under-Lyne) war ein englischer Fußballspieler. Als Außenläufer, Innenverteidiger und zeitweiliger „Aushilfs-Mittelstürmer“ war der fünffache englische Nationalspieler eine der Stützen der erfolgreichen Mannschaft von Manchester City, die zwischen 1968 und 1970 mit der englischen Meisterschaft, dem FA Cup, dem Europapokal der Pokalsieger und dem Ligapokal gleich vier bedeutende Titel gewann.

## Aktive Karriere

### Im Verein

#### Manchester City (1962–1978)
Doyle kam als Sohn eines Polizisten in Manchester zur Welt. Seinem Wunsch, Profifußballer zu werden, verlieh er früh Ausdruck und schrieb der heimischen Zeitung Manchester Evening News im Alter von neun Jahren ein entsprechendes „Empfehlungsschreiben“. Als er später als Abwehrspieler für die Stockport Boys den Worten auch beständige Taten sprechen ließ, fiel er schließlich Harry Godwin – damals Chefscout von Manchester City – auf, der den fanatischen City-Anhänger im Mai 1962 in die Nachwuchsabteilung aufnahm. Groß gewachsen, schmal und wendig entwickelte sich Doyle zu einem der hoffnungsvollsten Talente im Klub und daneben fiel seine außergewöhnliche Persönlichkeit und Emotionalität auf, die ihm später speziell von Seiten des Lokalrivalen Manchester United eine Menge Ärger und Beleidigungen einbringen sollte. Auch gegenüber den Mitspielern zeigte er sich selbstbewusst und keck, wofür beispielhaft eine Anekdote mit dem legendären Torwart aus den 1950ern Bert Trautmann stand. Als dieser acht Tore gegen die Wolverhampton Wanderers kassiert hatte, fragte ihn der junge Doyle, der während seiner Lehrjahre gerade in der Umkleidekabine zu kehren hatte, nach dem werten Befinden des Rückens, der doch durch das ständige Bücken beim Herausholen der Bälle aus dem eigenen Tor schmerzen müsse – für diese „Frechheit“ bezahlte Doyle, indem er für den Rest der Saison Trautmanns Wagen zu waschen hatte. Sportlich gelang ihm im März 1965 mit seinem Debüt in der zweiten Liga gegen Cardiff City als Außenläufer der Durchbruch. Im Frühjahr 1964 hatte er zuvor im Halbfinale des FA Youth Cups gegen Manchester United verloren und dabei die fortan bestehende und von beiden Seiten gepflegte „Feindschaft“ mit George Best gestartet.
Mit der Ankunft des neuen Cheftrainers Joe Mercer und dem charismatischen Assistenten Malcolm Allison brach eine Zeitenwende im Verein an. Das Duo führte das vormalige Zweitliga-Mittelfeldteam 1966 zum Aufstieg in die höchste englische Spielklasse und obwohl Doyle noch kein Stammspieler war, zeigte er seine Fähigkeiten zumeist im Mittelfeld, aber auch zeitweilig mit Erfolg als Mittelstürmer. In der Saison 1967/68 aber war Doyle dann als rechter Außenläufer mit der Nummer 4 ein Schlüsselspieler. Zweikampf- und kopfballstark war er Teil eines attraktiv aufspielenden Aufsteigers, der am Ende sogar die Meisterschaft gewann und dabei pikanterweise den Lokalrivalen als Titelträger beerbte. Besondere Aufmerksamkeit erregte Doyle dabei mit seiner guten Leistung beim Auswärtssieg im Old Trafford. Die nächsten Trophäen ließen nicht lange auf sich warten und nach einem FA-Cup-Erfolg 1969 im Finale gegen Leicester City (1:0) steuerte er zum 2:1 gegen West Bromwich Albion im Ligapokalendspiel 1970 den zwischenzeitlich Ausgleichstreffer bei. Einige Wochen später war er maßgeblich mitverantwortlich dafür, dass auch der Europapokal der Pokalsieger nach einem 2:1 im Finale gegen den polnischen Vertreter Górnik Zabrze nach Manchester ging.
Mercer trat wenig später zurück und unter dem nun allein „herrschenden“ Allison befand sich City 1972 auf dem Weg zu einem weiteren englischen Meistertitel, bis die Verpflichtung des wie Doyle gleichsam talentierten und extrovertierten Rodney Marsh zur Destabilisierung des Mannschaftsgefüges beitrug und die „Citizens“ am Ende nur den vierten Platz belegten. Doyle machte aus seiner Abneigung gegenüber dem aus dem Süden Englands stammenden Marsh kein Geheimnis und befand diesen als „Angeber“. Er selbst wechselte 1973 in die Innenverteidigung, wo er zunächst an der Seite von Tommy Booth und später mit dem jungen David Watson agierte. Auch in dieser neuen Funktion zeigte sich Doyle in guter Form. Er zog 1974 ins Endspiel gegen die Wolverhampton Wanderers ein und obwohl er dieses verlor, endete die Saison 1973/74 mit einer „Genugtuung“, als er den Lokalrivalen mit einem Auswärtssieg seines Teams in die zweite Liga beförderte.
Ein Jahr später übernahm Doyle von Tony Book, Ex-Kapitän und nun neuer Trainer von Manchester City, das Amt des Mannschaftsführers und unter seiner Regentschaft gewann der Klub 1976 über ein 2:1 im Finale gegen Newcastle United erneut den Ligapokal. Mit seinen Führungsqualitäten überzeugte er so sehr, dass ihm Don Revie sogar im fortgeschrittenen Alter von 29 Jahren noch eine späte Karriere in der englischen Nationalmannschaft ermöglichte. Auf höchstem Niveau spielte Doyle auch noch während der Saison 1976/77, bevor ihn eine Knöchelverletzung im Frühjahr entscheidend zurückwarf, er in wichtigen Spielen im erneut hoffnungsvollen Titelrennen fehlte und City schließlich hinter dem FC Liverpool nur die Vizemeisterschaft blieb. Doyle tat sich schwer damit, seinen vormaligen Fitnessgrad zu erlangen, verlor seinen Stammplatz endgültig an Tommy Booth und nach über 550 Pflichtspielen verließ er Manchester im Juli 1978 für eine Ablösesumme von 50.000 Pfund in Richtung des von Alan Durban trainierten Zweitligisten Stoke City.

#### Karriereausklang: Stoke, Bolton und Rochdale (1978–1984)
Im Victoria Ground passte Doyle auf Anhieb gut in die neue Innenverteidigung mit Denis Smith und bereits in seinem ersten Jahr gelang ihm über die Zweitligameisterschaft die Rückkehr in die höchste englische Spielklasse. Obwohl er häufig nur mit Schmerzen spielen konnte, verpasste er dabei nur eine einzige Partie. Dies änderte sich in der Saison 1979/80, in der er jedoch weiter Vorbild für die jungen Mitspieler im letztlich erfolgreichen Kampf um den Klassenerhalt blieb. An der Seite von Alan Dodd fand Doyle in der Spielzeit 1980/81 wieder zu alter Stärke zurück und schoss sogar vier Tore, darunter eins beim 2:1-Sieg gegen Ex-Klub Manchester City im März 1981. Kurz nachdem sich Denis Smith von seiner Verletzung erholt hatte und zusätzlich David Watson vom FC Southampton verpflichtet worden war, verließ Doyle im Januar 1982 Stoke City. Er kehrte nach Lancashire zurück und schloss sich für 10.000 Pfund in der zweiten Liga den Bolton Wanderers an.
Der Einstand seiner bis zum Ende der Saison 1982/83 andauernden Zeit in Bolton misslang kräftig; in seinem ersten Match gegen Oldham Athletic schoss er ein Eigentor und in der anschließenden Partie gegen Newcastle United sah er die rote Karte. Insgesamt stand er in 40 Ligaspielen für die „Trotters“ auf dem Platz und schoss dabei zwei Tore. In seinem letzten Profijahr ließ er bis Mai 1984 seine Karriere beim Viertligisten AFC Rochdale ausklingen.

### Englische Auswahlmannschaften
Nachdem er bereits zwischen 1968 und 1969 acht U-23-Länderspiele bestritten hatte, stand er im vorläufigen Kader der englischen A-Nationalmannschaft für die WM 1970 in Mexiko. Eine mögliche Teilnahme sagte er wegen einer ernsthaften Erkrankung seiner Frau ab und fortan fand er lange keine weitere Berücksichtigung mehr bei den „Three Lions“. Seine einzigen Erfahrungen in Auswahlmannschaften beschränkten sich auf zwei Partien einer Football-League-Elf gegen schottische Pendants in den Jahren 1972 und 1976 sowie ebenso 1976 auf eine Begegnung einer englischen Mannschaft gegen ein „Team America“.
Erst in seinem „zweiten Frühling“ nach der Beförderung zum Mannschaftskapitän in Manchester kam Doyle im März 1976 zu seinem Debüt in der englischen A-Nationalmannschaft gegen Wales (2:1). Insgesamt stand seine nicht einmal ein Jahr andauernde Nationalmannschaftskarriere aber unter keinem guten Stern, wie drei Niederlagen aus fünf Spielen unter Beweis stellten. Sein letzter Einsatz war im Februar 1977, als England eine empfindliche 0:2-Heimniederlage gegen die Niederlande kassierte und Doyle etwas deplatziert als einer von drei klassischen Innenverteidigern gegen einen Gegner ohne echten Mittelstürmer agierte.

## Abseits des Fußballfelds
Doyles Sohn ist mit der Tochter von Glyn Pardoe, mit dem er bei Manchester City zusammenspielte, liiert. Deren gemeinsamer Sohn und somit sein Enkel, Tommy Doyle (* 2001), ist ebenfalls Fußballspieler.
Nach seinem Rückzug vom aktiven Sport arbeitete Doyle für das Sportartikelunternehmen Slazenger und war in Manchester häufig als Kommentator für Piccadilly Radio unterwegs. Ein wiederkehrendes Problem, das er zeit seines Lebens nicht dauerhaft in den Griff bekam, war der Alkohol. Im Jahr 2007 begab er sich in die von Tony Adams ins Leben gerufene Rehabilitationseinrichtung Sporting Chance Clinic und blieb anschließend 18 Monate lang trocken. Nach einem Rückfall verschlimmerten sich seine Beschwerden und im Alter von nur 64 Jahren verstarb er Ende Juni 2011 an Leberversagen.

## Titel/Auszeichnungen
- Europapokal der Pokalsieger: 1970
- Englische Meisterschaft: 1968
- FA Cup: 1969
- Englischer Ligapokal: 1970, 1976